# 캘러미티 건담
캘러미티 건담(일본어: カラミティガンダム)는 애니메이션 "기동전사 건담 SEED"에 나오는 메카닉으로, 지구 연합군이 개발한 제2기 GAT-X 시리즈 모빌 슈트 3기중 1기. 본 기체의 특징은 레이더, 포비든 건담 2기와 마찬가지로 항상 전개하던 페이즈 시프트 장갑을 개량하여, 일반 장갑 내부에 페이즈 시프트 장갑을 장착하여, 착탄시에만 압력센서가 반응하여 그 부분이 즉시 페이즈 시프트되는 "트랜스 페이즈 장갑"(이하 Tp장갑)이다. 그렇기 때문에, 항상 페이즈 시프트 장갑을 전개할 필요가 없어 기체 에너지 소모가 큰 폭으로 줄어들었다. 이 TP장갑의 활용으로 인하여 제1기 GAT-X 시리즈의 큰 골칫거리였던가동 시간이 연장되어 각종 강력한 빔 병기의 사용이 가능해져 공격력 역시 증가했다. 캘러미티 건담은 3기의 건담 중 화력 지원의 컨셉이 강하여, 흉부의 복열 위상 에너지 포 "스큐라",플라즈마 바주카 "토데스 브록", 2연장고 에너지 빔 포 "슈라크"등의 원거리 병장이 주를 이룬다. 허나 그 때문에 근접전 병기가 없는 탓에, 근접전에서는 매우 취약한 모습을 보인다.
48화에서 미티어를 장착한 프리덤(Z GMF-X10A)과 저스티스(Z GMF-X09A)의 합동 공격에 의해 파괴된다. 파일럿은 올가 사브낙.